# 설천중학교 (전북)
설천중학교(雪川中學校)는 대한민국 전북특별자치도 무주군 설천면 소천리에 있는 공립 중학교이다.

## 학교 연혁
- 1953년 6월 15일 : 6학급 인가 및 개교
- 1978년 12월 1일 : 18학급 인가 (15학급 편성)
- 1994년 12월 23일 : 본관 완공
- 1999년 3월 1일 : 6학급 편성
- 1999년 9월 1일 : 중․고교 통합
- 2005년 12월 28일 : 청운관 준공
- 2024년 2월 8일 : 제71회 졸업 (졸업생 21명, 총 7,994명)
- 2024년 3월 1일 : 통합 제10대 최종철 교장 부임

## 참고 자료
- 설천중학교 - 한국교육학술정보원 학교알리미